# Colateral (film)
Collateral este un film thriller din 2004, avându-i în rolurile principale pe Tom Cruise și Jamie Foxx. A fost regizat de Michael Mann, iar scenariul a fost scris de Stuart Beattie.
Filmările au avut loc în Los Angeles, California. Într-o recenzie a HBO, regizorul Michael Mann a declarat că filmarea a avut loc în noaptea 24–25 ianuarie, 2004, de la ora 18:30 până la 5:40.
Actorul Foxx a fost recunoscut pentru performanța sa, fiind nominalizat la premiu Academy Award pentru cel mai bun actor în rol secundar.

## Distribuție
- Tom Cruise – Vincent
- Jamie Foxx – Max Durocher
- Jada Pinkett Smith – Annie Farrell
- Mark Ruffalo – Ray Fanning
- Peter Berg – Richard Weidner
- Bruce McGill – Frank Pedrosa
- Irma P. Hall – Ida Durocher
- Barry Shabaka Henley – Daniel Baker
- Klea Scott – Zee
- Javier Bardem – Felix Reyes-Torrena
- Emilio Rivera – Paco
- Thomas Rosales, Jr. – Ramon Ayala
- Jason Statham – Airport Man
- Paul Adelstein – Fed Man